# Панцершрек
Панцершрек (  — терор за тенкове) било је популарно име за противтенковску ракетну пушку (Racketenpanzerbuchse или скраћено RPzB) калибра 88 mm, за вишекратну употребу, која је произведена у Немачкој током Другог светског рата. Била је намењена пешадији како би се повећала њена способност да самостално напада и уништава противничка оклопна возила. Пешадинац је најчешће дејствовао из лежећег или клечећег положаја са бацачем ослоњеним на раме. Панцершрек је испаљивао гранату на ракетни погон, са крилатим стабилизтором и кумулативним пуњењем. Направљен је у много мањем броју него што је то био случај са Панцерфаустом који је био предвиђен за једнократну употребу. 

## Историјат
Када су Немци заробили амерички ракетни бацач М1А1 «Базука» у Африци, одмах су уочили предности овог оружја у односу на противоклопне пушке које су се тада налазиле у наоружању Немачке војске због чега је ово оружје послато на испитивање у Немачку. Базука није била ништа више од обичне челичне цеви због чега је била веома погодна за масовну производњу. Могла се користити вишекратно (за разлику од Панцерфауста који је био предвиђен за једнократну употребу). Као разултат немачких испитивања, настао је Панцершрек, који је био јачи од америчке Базуке и који је имао ефективни домет од око 150 m.
Прва верзија имала је ознаку РПзБ 43, била је дугачка 164 cm и тешка 9.25 kg. У октобру 1943. године замењена је моделом РПзБ 54 који је био опремљен штитником који је штитио оператера од ракетног млаза који је настајао приликом опаљења. Затим је уследио модел РПзБ 54/1 са побољшаним ракетним пуњењем, краћом цеви и повећаним дометом који је износио око 180 m.
Приликом опаљења РПзБ је стварао пуно дима са обе стране оружја. Због тока су га немачки војници прозвали Офенрор (на немачком: Ofenrohr – чунак). То је такође значило да је Панцершрек одмах након опаљења одавао свој положај и излагао оператера опасности да буде погођен. Због тога је оператер одмах након отварања ватре био принуђен да промени положај. 
Панцершрек је био веома ефикасно оружје. Први модели Базуке имали су проблем да пробију оклоп немачких тенкова, а нарочито оклоп немачких тенкова типа Тигар, чија је највећа дебљина износила 100 mm. У поређењу са Базуком, Панцершрек је био знатно моћнији јер је могао да пробије оклоп чија је дебљина била већа од 200 mm. Један хитац је обично био довољан да уништи било које савезничко оклопно возило. У рукама добро обучених војника, Панцершрек је постајао заиста смртоносно оружје због чега су посаде савезничких оклопних возила биле принуђене да на своја возила стављају, додатну, импровизовану заштиту у виду оклопних плоча, балвана, врећа са песком, жичане мреже и др.